# ويليام أغيري
ويليام أغيري (بالإسبانية: William Aguirre)‏ هو منافس ألعاب قوى نيكاراغوي، ولد في 27 ديسمبر 1962.

## وصلات خارجية
- ويليام أغيري على موقع الاتحاد الدولي لألعاب القوى (الإنجليزية)
- ويليام أغيري على موقع أوليمبيديا (الإنجليزية)